# Жълтогуш тималия
Жълтогуш тималия (Garrulax galbanus) е вид птица от семейство Leiothrichidae.

## Разпространение и местообитание
Разпространен е в Индия и Мианмар.